# Indonésien
 (août 2025).
Pour les articles homonymes, voir ind.
L’indonésien  ou « bahasa indonesia» (/baˈhasa indoˈnesija/), littéralement « langue Indonésienne », est la langue officielle de l'Indonésie et l'une des langues de travail au Timor oriental. C'est une déclinaison standardisée du macrolanguage malais qui regroupe plus de 36 langues et dialectes.
L'indonésien assume le rôle essentiel de langue véhiculaire, dans un contexte où l'archippel compte plus de 609 groupes ethniques parlant plus de 718 langues et dialectes différents,. Pour la plupart, elle n'est pas la langue maternelle: on compte 250 millions de locuteurs au total, mais seulement 72 millions d'entre eux ont le bahasa Indonesia comme langue première. Cependant, 98% de la population le parle, d'où son rôle de lingua franca. L'aquisition se fait soit à l'école à l'âge de cinq ans, ou par transmission intra-communautaire.
Le malais est toutefois la langue régionale (bahasa daerah) de la côte est de l'île de Sumatra et plus précisément de la bande côtière orientale de la province de Sumatra du Nord et des provinces de Riau, îles Riau, Jambi et Sumatra du Sud et de la bande côtière des provinces de Kalimantan occidental, Kalimantan du Sud et Kalimantan oriental dans l'île de Bornéo.

## Écriture et prononciation
L'indonésien s'écrit avec l'alphabet latin. Les lettres se prononcent comme en français, sauf dans les cas suivants :
La consonne ‹ c › se prononce entre « tch » et « ti » :
- cokelat (« chocolat ») se prononce entre « tchoklatt » et « tyoklatt ».

La consonne ‹ j › se prononce entre « dj » et « di » :
- jalan (aller, marcher) se prononce entre « djalann » et « dyalann ».

La voyelle ‹ u › se prononce /u/ :
- rumah (« maison ») se prononce /ru.mah/.

La voyelle e se prononce le plus souvent comme le « e muet » français, parfois « é », avec dans ce dernier cas des hésitations orthographiques :
- tilpon (« téléphone ») on retrouve aussi les orthographes telpon et telepon (avec le deuxième e muet).

Le groupe de deux lettres ‹ au › peut se lire soit /au/, soit /o/ à Java :
- mau (« vouloir, être prêt à ») se prononce partout /mau/ ;
- kalau (« au cas où ») varie selon la région de /ka.lau/ à /ka.lo/.

Le groupe de deux lettres ai peut se lire soit /ai/, soit /ɛ/ à Java :
- air (« eau ») se prononce partout /air/ :
- la prononciation de pakai (« utiliser ») varie selon la région de /pa.kai/ à /pa.kɛ/.

Le mouvement nationaliste indonésien avait adopté l'alphabet latin en 1928 avec la graphie néerlandaise dite Van Ophuijsen (par exemple tj pour le son « tch » et dj pour le son « dj »). Cette graphie fut légèrement modifiée par la réforme orthographique de 1947 dite Soewandi, du nom du ministre de l'Éducation du gouvernement du Premier ministre socialiste Sjahrir (le ‹ oe › devenant ‹ u › : Soerabaja > Surabaja).
La réforme de 1972 a amené à une graphie commune à l'indonésien et au malaisien, le dj indonésien devenant j (Djakarta > Jakarta) et le j, y (djaja > jaya = victoire, Surabaja > Surabaya), comme en malais de Malaisie, et le tj indonésien et le ch malaisien devenant c (tjahaja et chahaya > cahaya = lumière).
La plupart des noms propres de personnes (anthroponymes) n'ont pas pris en compte ces changements de graphie successifs.

## Histoire

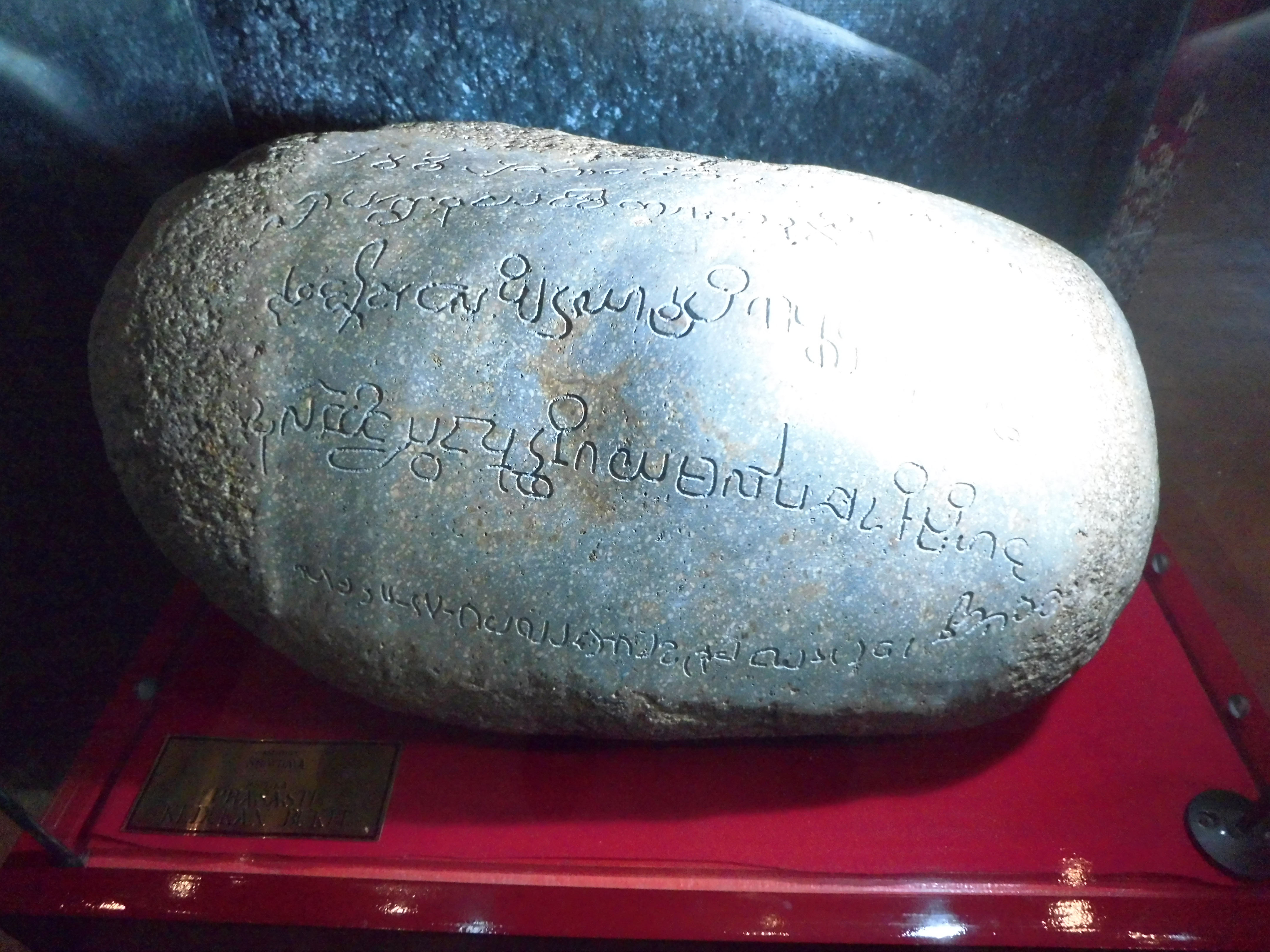
L'inscription de Kedukan Bukit

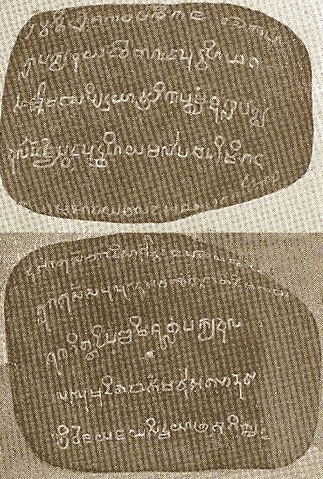
L'inscription de Kedukan Bukit

La configuration géographique particulière du détroit de Malacca confine le traffic maritime commercial à emprunter des itinéraires étroits. Ces passages obligatoires permettent très tôt le dévellopement de ports d'échange importants. Ce phénomène de couloir maritime joue un rôle crucial dans la dispertion régulière des populations et de leurs languages pendant des sciècles.
La plus vielle trace écrite connue en malais ancient (à ne pas confondre avec le malais classique) est une inscription sur pierre en écriture pallava, dite de Kedukan Bukit (en), datée de 683 trouvée sur l'île de Bangka. Dès le 7éme sciècle, les sources Chinoises, Perses et Arabes indiquent que l'empire Sriwijayan est un carrefour internationnal religieux et un centre économique prospère, bénéficiant des échanges entre la Chine et l'Inde. On y trouve alors un essemble dialectal caractéristique, fortement influencé par l'Hindouisme et le Bouddhisme de Chine. On l'appelle «vieux malais » par simplicité d'usage mais aussi car ces dialectes montrent déjà des caractéristiques linguistiques qui les rapproche les uns des autres.
Des pélerins bouddhistes apprennent alors la langue locale, qu'ils désignent (approximativement) « koen-luen ». C'est la langue en usage au seins de l'empire Sriwijayan, dont on trouve des inscriptions gravées sur pierre. Cette langue est considérée comme le plus proche parent du malais classique. Tout au long de la domination de l'empire Sriwijawan, depuis le VIIe sciècle, au début de son déclin au XIème scècle puis de son effondrement total à la fin du XIVéme sciècle, le malais ancien reste la langue dominante dans l'espace du détroit de Malacca et des provinces insulaires.
C'est au sciècle suivant qu'une nouvelle puissance apparaît dans l'espace indo-malais: le sultanat de Malacca (Kesultanan Melaka). C'est non seulement l'espace d'échange commercial le plus important d'Asie du Sud-Est, mais c'est aussi le coeur de la diffusion de l'Islam dans toute la région, élevant ainsi le malais en langue véhiculaire et d'enseignement religieux.
A partir du XVIème une littérature abondante apparaît. Il s'agit de chroniques, de généalogies, de textes législatifs ainsi que religieux. Ces textes sont souvent rédigés en script « Jawi », une adaptation du script Arabe. La langue utilisée dans cette littérature qu'on dénomera plus tard « malais classique » se distingue du vieux malais et de ses nombreux dialectes : elle montre une normalisation et l'existence de certaines conventions persistantes malgrès ses variations locales . Elle emprunte à l'arabe des éléments de grammaire et un lexique issus de la littérature islmamique. Elle est pratiquée à la court des Sultans et est utilisée pour l'administration et la politique.
Des poèmes et des épopées datant du XVIIéme sciècle comme le « Syair Ken Tambuhan » ou les « Sejarah Melayu » atteste de la vitalité et de la longévité de malais classique. Les écrits proviennent d'endroits variés : Aceh, Java, les îles Molluques ou encore les phillipines septentrionales.

Carte de l'expansion de l'empire du Srivijayan. Au XVIIéme sciècle à partir de Palembag il s'étend à Sumatra, Java, le Cambodge et le péninsule Malaisienne, et enfin se disloque à Jambi au XIIéeme sciècle
Création : Gunawan Kartapranata / CC BY-SA 4.0

### Colonisation
En 1614, le navigateur hollandais Huygen van Linschoten écrit que le prestige du malais est tel que pour un homme éduqué, ne pas le connaître était comme ne pas savoir le français pour un Néerlandais cultivé. Dès leur installation dans l’archipel, les Néerlandais utilisent le malais pour correspondre avec les souverains locaux, comme en témoignent six lettres rédigées en malais par les autorités de Batavia, fondée en 1619, et adressées à des dignitaires du sultanat de Banten dans l’ouest de Java.
Avec la fin de la guerre de Java en 1830, les Néerlandais commencent à progressivement prendre le contrôle de l’archipel. Ils utilisent d’abord le malais pour diffuser le christianisme, puis comme langue d’enseignement dans les écoles chrétiennes. Plus généralement, les Néerlandais communiquent avec la population indigène en malais. Ce dernier devient officiellement langue d’administration en 1865.
En 1908, le gouvernement colonial fonde la Commissie voor de Volkslectuur (« commission pour la littérature populaire »), chargée de publier, en caractères latins dans cette langue et dans les langues régionales, aussi bien des œuvres locales classiques, populaires et modernes, que des œuvres étrangères traduites. Cet organisme prend bientôt le nom de Balai Pustaka (« la maison du livre »). Dans les années 1930 apparaît une nouvelle littérature, écrite en malais, que les intellectuels indigènes appellent désormais « indonésien ». La revue littéraire Poedjangga Baroe (« le poète nouveau ») est fondée en 1933.
En 1928, des associations d'étudiants et de jeunes des Indes néerlandaises se réunissent en congrès et prononcent le « Serment de la jeunesse » (Sumpah Pemuda) par lequel ils déclarent adopter trois idéaux : une nation, la nation indonésienne (Bangsa Indonesia) : une langue, l'indonésien (Bahasa Indonesia) : une patrie, l'Indonésie (Tanah Air Indonesia). L'indonésien est né.
L'occupation japonaise des Indes néerlandaises (1942-1945) va permettre l'essor de la langue indonésienne. Les Japonais entendent éradiquer toute influence occidentale et interdisent les ouvrages en néerlandais et en anglais. Pour diffuser leur propagande, ils utilisent l'indonésien, dont l'usage se répand à travers l'archipel. La proclamation de l'indépendance en 1945 est lue en indonésien.
La littérature indonésienne gagne en vitalité après l'indépendance. Durant les années de conflit entre la jeune république et l'ancien colonisateur néerlandais, Chairil Anwar (1922-1949), personnage ombrageux et rebelle, est la figure de proue du mouvement poétique Angkatan 45, la « génération de 45 ». Ensuite, l'indonésien se développe au rythme des transformations du pays.
En choisissant le malais véhiculaire comme langue nationale, les nationalistes indonésiens ont renoué avec l'époque où il était la langue d'échange de l'archipel, mais avec cette fois-ci la volonté de bâtir une nation indonésienne.

## Différences entreindonésienetmalais de Malaisie
Les différences entre les deux langues sont en réalité d'ordre dialectal, comme celles entre le français européen et le français canadien. L'intercompréhension se fait sans trop de difficultés mais avec des divergences orthographiques et lexicales. De plus l'accent indique aisément la région d'origine des locuteurs. On peut dire que l'indonésien et le malais de Malaisie sont des « langues ausbau » l'une par rapport à l'autre : elles existent donc en tant que telles par une volonté politique et culturelle.
L'indonésien diffère du malais de Malaisie d'abord pour des raisons historiques. Les colonisations britannique sur la péninsule malaise et néerlandaise sur l'archipel indonésien ont eu un impact majeur sur la langue malaise. Aussi les deux formes de malais ont-elles été influencées par les contextes coloniaux respectifs.
Un facteur beaucoup plus déterminant aujourd'hui est le contexte indonésien. Le javanais, avec plus de 80 millions de locuteurs, mais aussi d'autres langues régionales d'Indonésie comme le soundanais de Java occidental, qui a près de 35 millions de locuteurs, enrichissent énormément l'indonésien, notamment son vocabulaire.
Le choix par les nationalistes indonésiens du malais comme langue de la future Indonésie indépendante était logique. Jusque vers 1900, quand ils commencent à ouvrir des écoles pour indigènes avec un enseignement moderne en néerlandais, les Néerlandais refusaient de parler leur langue avec les indigènes et utilisaient le malais, langue d'échange dans l'archipel indonésien au moins depuis le XVe siècle, période de grandeur du sultanat de Malacca sur la péninsule Malaise. Le plus ancien document écrit en malais qu'on ait retrouvé est une lettre écrite en 1521 dans le sultanat de Ternate aux Moluques, dans l'est de l'Indonésie.
Malacca aurait été fondée peu avant 1400 par un prince de Sriwijayan, dont on a cité plus haut les inscriptions du VIIe siècle en vieux-malais. On peut supposer que le malais était déjà utilisé dans les ports de la région à l'époque de Sriwijaya (soit avant le XVe siècle).
Des inscriptions en vieux-malais ont ainsi été trouvées dans le centre de Java, dont les dates vont de 792 au IXe siècle.

## Vocabulaire
Une base est un mot auquel on peut appliquer des affixes pour former de nouveaux mots.

### Un peu de vocabulaire

#### Ouietnon
Il existe deux formes de la négation, « tidak »  prononcé : [ti.daʔ] ( le « K » se prononce comme un coup de glotte ) : « non » ou « ne pas », et « belum » : « pas encore ». Exemples :
- Question : « Maukah Anda makan ? » : vouloir-particule interrogative + vous + manger. Ou « Anda mau makan ? » : vous + vouloir + manger « Voulez-vous manger ? » ;
  - Réponse positive : « Ya (, mau) » : « oui(, vouloir) » ;
  - Réponse négative : « Tidak(, tadi sudah) » : « non(, déjà) » ;
- Question : « Sudahkah Anda makan ? » : déjà-particule interrogative + vous + manger, ou « Anda sudah makan ? » : vous + déjà + manger « Avez-vous mangé ? » ;
  - Réponses positives : « Sudah » : « déjà »), ou moins fréquemment « Ya » : « oui » ;
  - Réponse négative : « Belum » : « (non, ) pas encore » ;

#### Formules de politesse traditionnelles
- Quand on rencontre quelqu'un :
  - « Dari mana ? » : d'où venez-vous ? (cas général) ;
  - « Sudah makan ? » : vous avez mangé ? (en début d'après-midi) ;
  - « Sudah mandi ? » : vous avez pris votre bain ? (en début de soirée) ;
- Quand on quitte quelqu'un :
  - « Pergi dulu ! » : Je m'en vais ! ;
  - « Mari !  » ou « Ayo ! » : Allons-y ! ;

#### Formules de politesse calquées sur des modèles occidentaux
- « pardon, excusez-moi » : « Maaf » prononcé : [ma.aʔ] ou « Permisi » ;
- « bonjour », salutation qui diffère selon l'heure :
  - « Selamat pagi » : « salut du matin », de 5 à 10 h du matin ;
  - « Selamat siang » : « salut de la journée », de 10 à 15 h ;
  - « Selamat sore » : « salut de l'après-midi », de 15 à 18 h ;
  - « Selamat malam » : « salut de la nuit », de 18 à 5 h du matin ;
- « Selamat tidur » : « bonne nuit », « salut du dormir » ;
- « Selamat datang » : « bienvenue », « salut du venir » ;
- « Sampai jumpa lagi ! » : « au revoir » ;
- « Apa kabar ? » : « comment allez-vous ? », litt. « quoi nouvelle ? » . Note : terme appartenant au registre familier et reservé aux amis, à la famille, et aux proches ;
- « Kabar baik » : « ça va ! », « nouvelle bonne! ». Ou « Baik » ou encore « Baik-baik saja » ;
- « Terima kasih » : « merci », litt. « (je) reçois (votre) amour ») ;

#### Termes d'adresse
- « Monsieur » : « bapak » souvent abrégé « pak » traduit par « père » est utilisé comme adresse pour un homme plus âgé ou comme marqueur hiérarchique. Envers un étranger on utilise « Tuan » ou « Mister » ;
- « mas » : « grand frère » d'origine javanaise mais aujourd'hui dans le language courant est une adresse moins formelle pour un adulte masculin d'âge équivalent ;
- « Madame » : « Ibu » pour une femme mariée, plus âgée, ou dans le registre formel pour une femme d'authorité ( enseignante, supérieure hiérarchique au travail ). Ce mot se traduit par « mère ». On utilise sa forme abrégée « bu » dans un registre plus courant. « Nyonya » est utilisé dans un contexte très formel, voir protocolaire ;
- « mbak » : « grande soeur » à l'instar de « mas » pour le masculin est une forme d'adresse pour une femme d'âge équivalent, par exemple pour s'adresser à une serveuse ;
- « adik » et sa forme abrégée « dik » : « petit frère / soeur » (non genré) pour s'adresser à une personne plus jeune ou comme marqueur hiérarchique par exemple au travail ;
- « vous »  : « Anda » (administratif)[14] ;

De nombreux termes d'adresse sont spécifiques à des variantes argotiques spécifiques à une région, une génération ou une culture particulière. Ainsi à Jakarta chez les jeunes on utilise de préférence « gua / gue » et « lu » comme pronoms de la 1ère et 2ème personne du singulier respectivement plutôt que « saya / aku » et « kamu » . Si l'usage de ces pronoms est généralisé à Jakarta, ils peuvent être utilisés ailleurs pour convoyer une identification aux stéréotypes qui leur sont attribués : argot « branché » de la capitale, attitude affirmée. Ils sont utilisés aussi comme touche humoristique et décalée, comme manière de moquerie de l'argot de Jakarta  .

#### Quelques mots courants
- « manger » : « makan » ;
- « boire » : « minum » ;
- « dormir » : « tidur » ;
- « aller » : « jalan  » (« jalan » signifie également « rue ») ;
- « se promener » : « jalan-jalan » : le redoublement donne un sens plus vague au mot ;

#### Quelques mots qu'un francophone connaît (ou connaît presque) sans le savoir
- « matahari » : « soleil » de « mata » : « œil », et « hari » : « jour » ;
- « orangutan » : « orang-outang » de « orang » : « personne » et « hutan » : « forêt » ;
- « kecap » : « sauce soja » . Mot d'origine hokkien, d'où vient également le ketchup américain ;
- « guru » : « maître », « professeur » . Mot d'origine sanscrite ;
- « pisang » : « banane », utilisé en occident pour désigner des liqueurs de banane verte ;

### Emprunts étrangers
L'indianisation de l'archipel, directe ou via le javanais, fait que l'indonésien comporte de nombreux mots d'origine sanscrite. L'islam a apporté des mots d'origine arabe et persane. Enfin, la présence ancienne de communautés chinoises, notamment sur la côte nord de Java, a introduit de nombreux mots chinois, notamment hokkien (Chine du Sud).
La colonisation néerlandaise a laissé quelques mots néerlandais, tels que polisi (« police »), apotek (« pharmacie »), bioskop (« cinéma »), buku (« livre »), televisi (« télévision »)... Elle a aussi introduit de nombreuses racines d'origine gréco-latines, ainsi que des mots français empruntés par le néerlandais. Ainsi, plusieurs mots en « -isme » se retrouvent pratiquement sans altération en indonésien (le suffixe adjectif «-iste » devenant -is), et des mots en «-tion» (« administration », «nationalisation» etc.) se retrouvent avec un suffixe -si (administrasi, nasionalisasi, korupsi, etc.).
L'indonésien a beaucoup emprunté aux autres langues et continue à le faire à présent avec l'anglais pour les termes techniques ou de la vie moderne en général.

### Emprunts portugais
Certains mots ont été empruntés au portugais tels que Natal de Natal (Noël) ; tinta de tinta (encre) ; jendela de janela (fenêtre) ; boneka de boneca (poupée) ; sepatu de sapato (chaussure) et d'autres se retrouvent à l'identique dans le malais et l'indonésien tel que lelang de leilão (enchère) ; bendera de bandeira (drapeau) ; keju de queijo (fromage) ; sekola de scola (école) ; mentega de manteiga (beurre) ; garpu de garfo (fourchette) ; meja de mesa (table).
Minggu vient de domingo (dimanche), mais signifie « semaine » s'il n'est pas précédé de hari (jour).

### Emprunts français
Peu de mots ont été empruntés au français directement par l'indonésien. Par exemple ces mots comme: trotoar pour dire « trottoir », kwitansi (quittance ou reçu) ou encore payet pour dire « paillettes ». On peut aussi trouver le mot kudeta, pour dire « coup d'État », ainsi que kado pour dire « cadeau ».

## Quelques particularités grammaticales

### Pronoms personnels
|                                  | Isolé                                                 | Emphatique         | Suffixe possessif [a] | Préfixe du sujet [b] |
| -------------------------------- | ----------------------------------------------------- | ------------------ | --------------------- | -------------------- |
| 1re personne du singulier        | saya, aku (plus familier)                             | daku (littéraire)  | -ku                   | ku-                  |
| 2e personne du singulier         | kamu, kau, Anda (poli et formel)                      | dikau (littéraire) | -mu                   | kau-                 |
| 3e personne du singulier         | dia, ia, beliau (poli et formel)                      | dia                | -nya                  | -                    |
| 1re personne du pluriel inclusif | kita                                                  | -                  | -                     | -                    |
| 1re personne du pluriel exclusif | kami, [kita (usuel au parlé, plutôt écrit)]           | -                  | -                     | -                    |
| 2e personne du pluriel           | kalian, kamu sekalian, Anda sekalian (poli et formel) | -                  | -                     | -                    |
| 3e personne du pluriel           | mereka                                                | -                  | -                     | -                    |

Note : 

[a] bukuku = mon livre; bukumu = ton livre; buku Anda = votre livre; buku mereka = leur livre 

[b] Kutonton televisi = Aku menonton televisi = Saya menonton televisi = Je regarde la télévision

### Pronoms démonstratifs
|                                    | Épithète                      | Locatif |
| ---------------------------------- | ----------------------------- | ------- |
| Près du locuteur (ceci, ici) *     | ini                           | sini    |
| Près de l'interlocuteur (cela, là) | itu                           | situ    |
| Éloigné (là-bas)                   | (probablement un ancien inan) | sana    |

### Pronoms interrogatifs
| Interrogatifs formés sur apa                                                                | Interrogatifs formés sur mana | Autre forme        |
| ------------------------------------------------------------------------------------------- | --- | ------------------ |
| - Apa? = Que ? / Quoi ? - Siapa? = Qui ? - Mengapa? ou Kenapa? (plus familier) = Pourquoi ? | - Yang mana? = Lequel ? - Bagaimana? ou Gimana? (plus familier) = Comment ? - Di mana? = Où ? (comme dans « Où est-il ? ») - Ke mana? = (vers) Où ? (comme dans « Où allons-nous ? ») - Dari mana? = d'où ? (comme dans « D'où venez-vous ? ») | - Kapan? = Quand ? |

### Propositions relatives
Les grammairiens disent qu'il n'y a pas de pronoms relatifs en indonésien. Le mot outil yang permet cependant de fabriquer facilement des propositions relatives en transformant n'importe quelle proposition indépendante en un nom qu'il n'y a plus qu'à mettre en apposition du mot à qualifier. Pour traduire une proposition française introduite par un adverbe relatif, il ne faut surtout pas s'inventer un adverbe relatif indonésien à partir d'un des adverbes interrogatifs ci-dessus. La construction correcte s'effectue à l'aide de noms comme waktu (moment), tempat (endroit), etc. après lesquels le yang est sous-entendu.